# Viticoltura nell'antica Roma
La viticoltura nell'antica Roma ha avuto un ruolo fondamentale nella storia del vino. Le prime influenze sulla viticoltura della penisola italiana possono essere fatte risalire agli antichi Greci e agli Etruschi. L'ascesa dell'Impero Romano vide sia i progressi tecnologici che la crescente consapevolezza della vinificazione, che si diffuse in tutte le parti dell'impero. L'influenza di Roma ha avuto un profondo effetto sulla storia delle principali regioni vinicole di oggi in Francia, Germania, Italia, Portogallo e Spagna.
La credenza romana che il vino fosse una necessità quotidiana rendeva la bevanda "democratica" e onnipresente; sotto varie qualità, era a disposizione di schiavi, contadini e aristocratici, uomini e donne allo stesso modo. Per garantire il costante approvvigionamento di vino ai soldati e ai coloni romani, la viticoltura e la produzione di vino si diffusero in ogni parte dell'impero. Le opportunità economiche offerte dal commercio di vino portarono i mercanti a fare affari con le tribù originarie della Gallia e della Germania, portando influenze romane in queste regioni anche prima dell'arrivo dell'esercito romano. La prova di questo commercio e dell'antica economia del vino di vasta portata si trova il più delle volte attraverso le anfore, vasi di ceramica usati per conservare e trasportare vino e altri prodotti.
Le opere degli scrittori romani – in particolare Catone, Columella, Orazio, Catullo, Palladio, Plinio, Varrone e Virgilio – hanno fornito informazioni sul ruolo svolto dal vino nella cultura romana e sulla comprensione contemporanea della vinificazione e delle pratiche viticole. Molte delle tecniche e dei principi sviluppati per la prima volta in epoca romana si possono trovare nella moderna vinificazione.

## Vini
Quella che segue è una lista dei vini coltivati e prodotti durante l'Impero romano:
| Nome                 | Colore                 | Qualità   | Origine                                                                                                 | Note                                         |
| -------------------- | ---------------------- | --------- | --- | -------------------------------------------- |
| Vinum Adrumenjtanum  |                        |           | Sicilia                                                                                                 |                                              |
| Vinum Aglianicum     | Rosso                  |           | Grecia                                                                                                  |                                              |
| Vinum Alba Lux       | Bianco                 |           | |                                              |
| Vinum Albanum        |                        | Bassa     | |                                              |
| Vinum Albarenzeuli   |                        |           | |                                              |
| Vinum Albarolum      |                        |           | |                                              |
| Vinum Aleaticum      |                        |           | |                                              |
| Vinum Apianum        |                        |           | |                                              |
| Vinum Bellonam       |                        |           | |                                              |
| Vinum Beneventanum   |                        |           | |                                              |
| Vinum Biblinum       |                        |           | |                                              |
| Vinum Brachetum      | Rosso                  |           | | Frizzante                                    |
| Vinum Caecubum       |                        |           | | [ 6 ]                                        |
| Vinum Calenum        |                        |           | |                                              |
| Vinum Catiniense     | Rosso                  |           | |                                              |
| Vinum Cauda Vulpis   |                        |           | |                                              |
| Vinum Caesanum       |                        |           | |                                              |
| Vinum Caeretanum     |                        |           | |                                              |
| Vinum Columbinum     |                        |           | |                                              |
| Vinum Cumanum        |                        |           | |                                              |
| Vinum Falanghinum    |                        |           | |                                              |
| Vinum Falenum        |                        |           | |                                              |
| Vinum Falernum       |                        |           | Campania antica, zone Ager Falernus, oggi provincia di Caserta                                          |                                              |
| Vinum Faustianum     |                        |           | |                                              |
| Vinum Fondianum      |                        |           | |                                              |
| Vinum Formianum      |                        |           | |                                              |
| Vinum Galiae         |                        |           | |                                              |
| Vinum Gutturnium     | Rosso                  |           | zone di Piacenza (Placentia), Velleia, Fiorenzuola (Florentia o Florentiola) oggi provincia di Piacenza |                                              |
| Vinum Garganecum     |                        |           | |                                              |
| Vinum Gauranum       |                        |           | |                                              |
| Vinum Graecum        |                        |           | |                                              |
| Vinum Hadrianum      | Rosso , bianco, orange | superiore | Atri(Abruzzo) , Hadria Picena                                                                           | conserva e invecchiato in anfore 'Hadrianai' |
| Vinum Hispanicum     |                        |           | |                                              |
| Vinum Lesbicum       |                        |           | |                                              |
| Vinum Liternum       |                        |           | |                                              |
| Vinum Maroneum       |                        |           | |                                              |
| Vinum Massicum       |                        |           | |                                              |
| Vinum Marsiliae      |                        |           | |                                              |
| Vinum Memertinum     |                        |           | |                                              |
| Vinum Moscatum       |                        |           | |                                              |
| Vinum Nascum         |                        |           | |                                              |
| Vinum Nomenianum     |                        |           | |                                              |
| Vinum Nuragum        |                        |           | |                                              |
| Vinum Opimiam        |                        |           | |                                              |
| Vinum Pelignum       |                        |           | |                                              |
| vinum Pipernum       |                        |           | |                                              |
| Vinum Pollium        |                        |           | |                                              |
| Vinum Pompeianum     |                        |           | Pompei                                                                                                  | Invecchiamento fino a 25 anni.               |
| vinum Portolanum     |                        |           | |                                              |
| Vinum Potitianum     |                        |           | |                                              |
| Vinum Praecianum     |                        |           | |                                              |
| Vinum Prenestinum    |                        |           | |                                              |
| Vinum Pranninum      |                        |           | |                                              |
| Vinum Preatorianum   |                        |           | |                                              |
| Vinum Pulcinum       |                        |           | |                                              |
| Vinum Raeticum       |                        |           | |                                              |
| Vinum Sabinum        |                        |           | |                                              |
| Vinum Senianum       |                        |           | |                                              |
| Vinum Sciiticum      |                        |           | |                                              |
| Vinum Setinum        |                        |           | |                                              |
| Vinum Sorrentinum    |                        |           | |                                              |
| Vinum Tarentinum     |                        |           | |                                              |
| Vinum Tauromenitanum |                        |           | |                                              |
| Vinum Tibertinum     |                        |           | |                                              |
| Vinum Trebellum      |                        |           | |                                              |
| Vinum Trifulinum     |                        |           | |                                              |
| Vinum Vaietanum      |                        |           | |                                              |
| Vinum Velleranum     |                        |           | |                                              |
| Vinum Vernaculum     |                        |           | |                                              |
| Vinum Vaticanum      |                        |           | |                                              |
| Vinum Volturnum      |                        |           | |                                              |